# Bois de Naracoorte
Localisation
Les bois de Naracoorte forment une écorégion définie par le fonds mondial pour la Nature (WWF) qui couvre une zone de près de 25 000 km2 à cheval entre le sud-est de l'Australie-Méridionale, le sud-ouest du Victoria, en Australie. Elle appartient à l'écozone australasienne et au biome des forêts, terres boisées et broussailles méditerranéennes.